# Fiordichthys
Fiordichthys är ett släkte av fiskar. Fiordichthys ingår i familjen Bythitidae.
Kladogram enligt Catalogue of Life:
| Fiordichthys | \| \| Fiordichthys paxtoni \| \| \| \| \| \| Fiordichthys slartibartfasti \| \| \| \| |
|              | \| \| Fiordichthys paxtoni \| \| \| \| \| \| Fiordichthys slartibartfasti \| \| \| \| |
|              | Fiordichthys paxtoni                                                                  |
|              |                                                                                       |
|              | Fiordichthys slartibartfasti                                                          |
|              |                                                                                       |